# Oligoryzomys victus
Oligoryzomys victus é uma espécie de roedor da família Cricetidae.
Apenas pode ser encontrada em São Vicente e Granadinas.